# Рейнголдс (Пенсільванія)
Рейнголдс (англ. Reinholds) — переписна місцевість (CDP) в США, в окрузі Ланкастер штату Пенсільванія. Населення — 1786 осіб (2020).

## Географія
Рейнголдс розташований за координатами 40°16′11″ пн. ш. 76°7′20″ зх. д. / 40.26972° пн. ш. 76.12222° зх. д. (40.269615, -76.122251).  За даними Бюро перепису населення США в 2010 році переписна місцевість мала площу 2,40 км², з яких 2,38 км² — суходіл та 0,01 км² — водойми.

## Демографія
Згідно з переписом 2010 року, у переписній місцевості мешкали 1803 особи в 602 домогосподарствах у складі 494 родин. Густота населення становила 753 особи/км².  Було 618 помешкань (258/км²).
Расовий склад населення:
| - 94,6 % — білих - 1,3 % — чорних або афроамериканців - 0,9 % — азіатів - 0,2 % — корінних американців - 1,1 % — осіб інших рас |

До двох чи більше рас належало 1,9 %. Частка іспаномовних становила 2,3 % від усіх жителів.
За віковим діапазоном населення розподілялося таким чином: 31,8 % — особи молодші 18 років, 61,7 % — особи у віці 18—64 років, 6,5 % — особи у віці 65 років та старші. Медіана віку мешканця становила 33,5 року. На 100 осіб жіночої статі у переписній місцевості припадало 98,6 чоловіків;  на 100 жінок у віці від 18 років та старших — 98,2 чоловіків також старших 18 років.
Середній дохід на одне домашнє господарство  становив 88 659 доларів США (медіана — 83 860), а середній дохід на одну сім'ю — 94 292 долари (медіана — 84 846). За межею бідності перебувало 9,1 % осіб, у тому числі 18,5 % дітей у віці до 18 років та 0,0 % осіб у віці 65 років та старших.
Цивільне працевлаштоване населення становило 1210 осіб. Основні галузі зайнятості: освіта, охорона здоров'я та соціальна допомога — 18,3 %, виробництво — 17,5 %, мистецтво, розваги та відпочинок — 14,7 %.